# 怀尔德环形山
怀尔德环形山（Wyld）是位于月球背面赤道上的一座古老大撞击坑，约形成于45.5-39.2亿年前的前酒海纪，其名称取自美国工程师、火箭专家詹姆斯·哈特·怀尔德（James Hart Wyld，1913年-1953年），1970年被国际天文学联合会批准接受。

## 描述

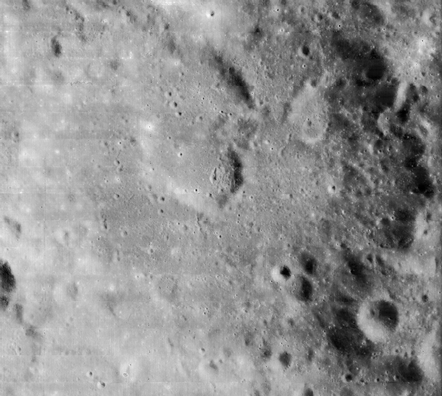
月球轨道器2号拍摄怀尔德环形山

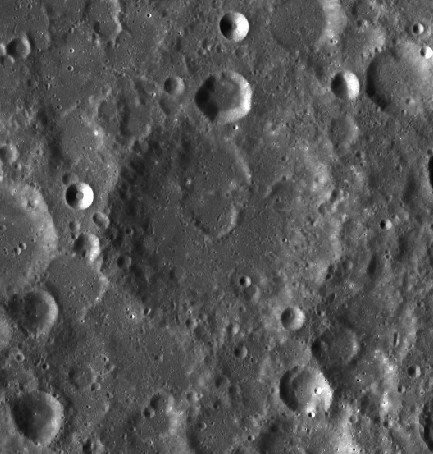
月球勘测轨道飞行器拍摄的图像

该陨坑西侧毗邻浦金野环形山、北侧壁上横跨了福克斯陨石坑、萨哈环形山和路德维希陨石坑分别位于它的东侧和南面、西南则坐落了更大的平山环形山。该陨坑中心月面坐标为1°25′S 98°06′E / 1.42°S 98.1°E，直径103.4公里，深度约2.87公里。
怀尔德环形山是一座已磨损和侵蚀的撞击坑，沿边缘覆盖有众多的小撞击坑，其坑壁类似于一圈嶙峋参差的山脊，几乎与周边背景难以分辨。坑壁最大高出周边地形1500米，内部容积约有10718立方千米。坑底表面相对平坦，显示分布有大大小小的陨石坑，其中靠北部坐落了一对双联坑，部分重叠在北侧内壁上。
该陨坑所在区域有时在良好的摄动和光照条件下，可从地球上观察到，但也只能看到它的侧面，过多的细节则无法看清楚。

## 卫星陨石坑
按惯例，最靠近怀尔德环形山的卫星坑将在月图上以字母标注在它的中心点旁边。

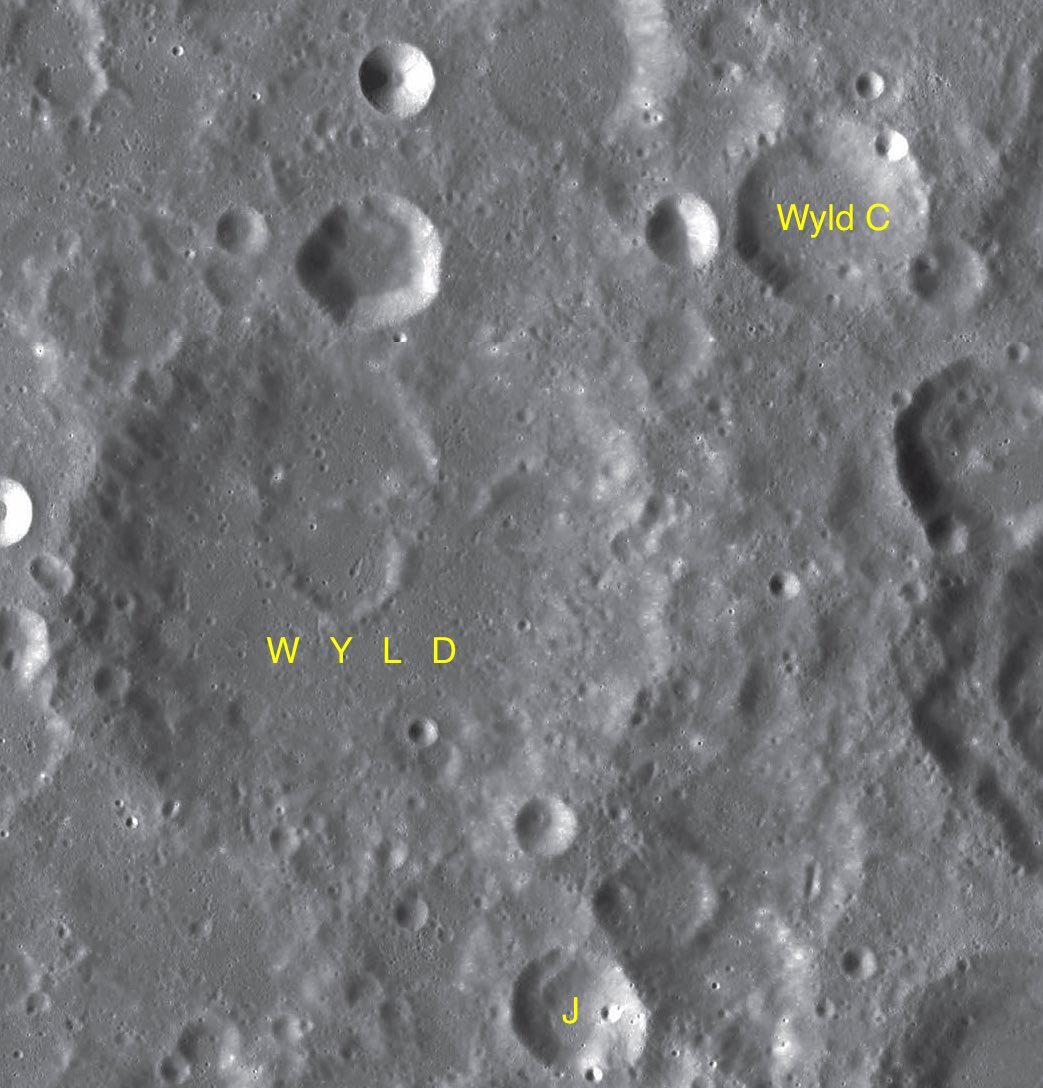
LAC-64和LAC-82拼接图

| 怀尔德 | 纬度   | 经度     | 直径    |
| ------ | ------ | -------- | ------- |
| C      | 0.7° N | 100.5° E | 28 公里 |
| J      | 3.8° S | 99.4° E  | 24 公里 |

## 另请参阅
- Andersson, L. E.; Whitaker, E. A. . NASA RP-1097. 1982.
- Blue, Jennifer. . USGS. July 25, 2007  [2007-08-05]. （原始内容存档于2013-02-13）.
- Bussey, B.; Spudis, P. . New York: Cambridge University Press. 2004. ISBN 978-0-521-81528-4.
- Cocks, Elijah E.; Cocks, Josiah C. . Tudor Publishers. 1995. ISBN 978-0-936389-27-1.
- McDowell, Jonathan. . Jonathan's Space Report. July 15, 2007  [2007-10-24]. （原始内容存档于2018-12-25）.
- Menzel, D. H.; Minnaert, M.; Levin, B.; Dollfus, A.; Bell, B. . Space Science Reviews. 1971, 12 (2): 136–186. Bibcode:1971SSRv...12..136M. doi:10.1007/BF00171763.
- Moore, Patrick. . Sterling Publishing Co. 2001. ISBN 978-0-304-35469-6.
- Price, Fred W. . Cambridge University Press. 1988. ISBN 978-0-521-33500-3.
- Rükl, Antonín. . Kalmbach Books. 1990. ISBN 978-0-913135-17-4.
- Webb, Rev. T. W.  6th revised. Dover. 1962. ISBN 978-0-486-20917-3.
- Whitaker, Ewen A. . Cambridge University Press. 1999. ISBN 978-0-521-62248-6.
- Wlasuk, Peter T. . Springer. 2000. ISBN 978-1-85233-193-1.